# Sophie Taeuber-Arp
Sophie Taeuber (Davos, Suíça, 1889 - Zurique, Suíça, 1943). Destacou-se como uma das principais figuras da arte abstrata, tendo importante participação junto ao Movimento Dada, na Suíça, e incursões pioneiras no Neoplasticismo e Construtivismo.

## Formação
Formada em artes pela Escola de Arte Aplicada de Hamburgo, Sophie Taeuber foi, durante pouco mais de uma década, professora na Escola de Artes e Ofícios de Zurique. Em 1915, toma parte do "Movimento Dada", junto a outros artistas, entre os quais Jean Arp, com quem se casou em 1921. A partir de 1928, passa a morar na França e, em 1930, participa da exposição internacional de "Arte Abstrata e tendências Construtivas" do Movimento Círculo e Quadrado. Ainda dentro da proposta deste grupo, George Vantongerloo e Sophie Taeuber fundam o Grupo Abstração-Criação. No período da II Guerra Mundial, refugia-se em Grasse, no sul da França, onde produz intensamente, com a colaboração de Alberto Magnelli, Jean Arp e Sônia Delaunay.

## Trabalho
O trabalho de Taeuber-Arp orientou-se na busca da simplificação e da máxima liberdade, traduzindo uma grande riqueza de invenção, seu valor de pesquisa e inovação para a Arte Abstrata Geométrica tem sido cada vez mais reconhecido. Dissidente quanto ao rigor das relações ortogonais e das linhas e quanto ao uso das cores primárias, seus trabalhos são mais dinâmicos pelo uso de ortogonais e de cores variadas.
Sophie Taeuber-Arp morreu vítima de um acidente, em 1943, durante uma viagem à Suíça.

## Exposições
Taeuber-Arp participou de inúmeras exposições. Por exemplo, ela foi incluída na primeira exposição de Carré nas Galeries 23 (Paris) em 1930, juntamente com outros notáveis modernistas do início do século XX. Em 1943, Taeuber-Arp foi incluída na mostra Exhibition by 31 Women, de Peggy Guggenheim, na galeria Art of This Century, em Nova York. Muitos museus ao redor do mundo têm seu trabalho em suas coleções, mas na consciência pública sua reputação ficou, por muitos anos, ofuscada pela do seu marido mais famoso. Sophie Taeuber-Arp começou a ganhar reconhecimento substancial somente após a Segunda Guerra Mundial, e seu trabalho agora é geralmente aceito como no primeiro nível do modernismo clássico.

## Galeria

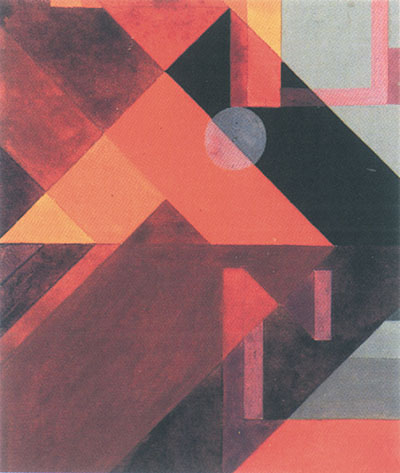
Composição com Diagonais e Cruz, pintura, 1916
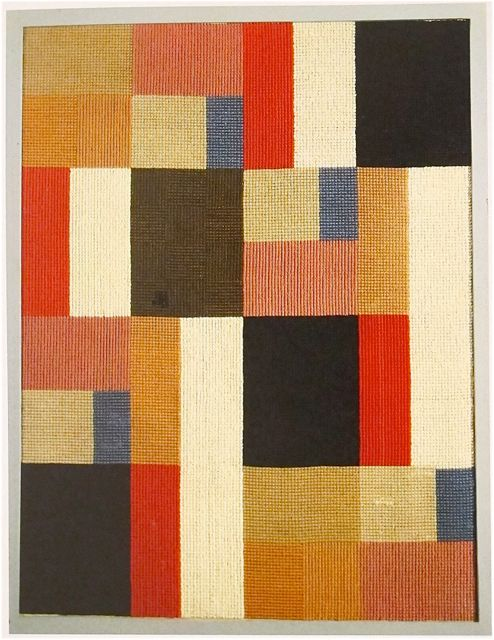
Composição com Diagonais e Cruz, pintura, 1916
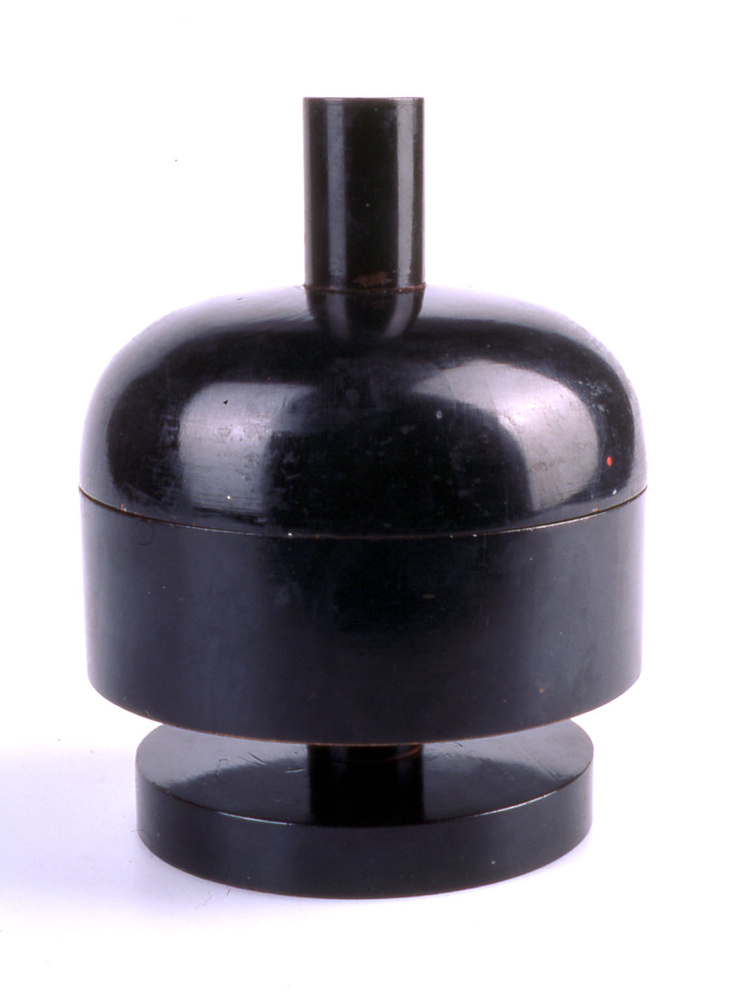
Coupe Dada, escultura, 1916
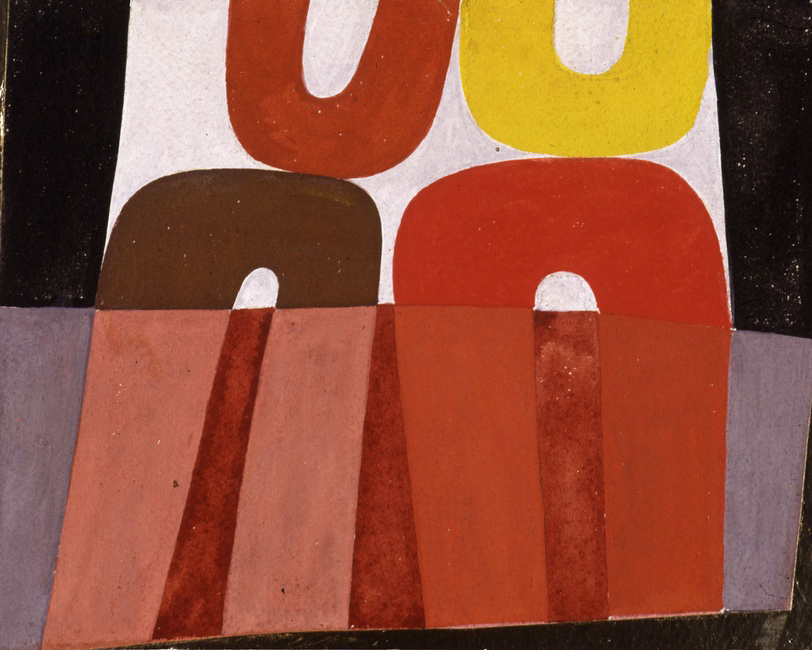
Composição de padrão de arco, guache sobre papel, 1918
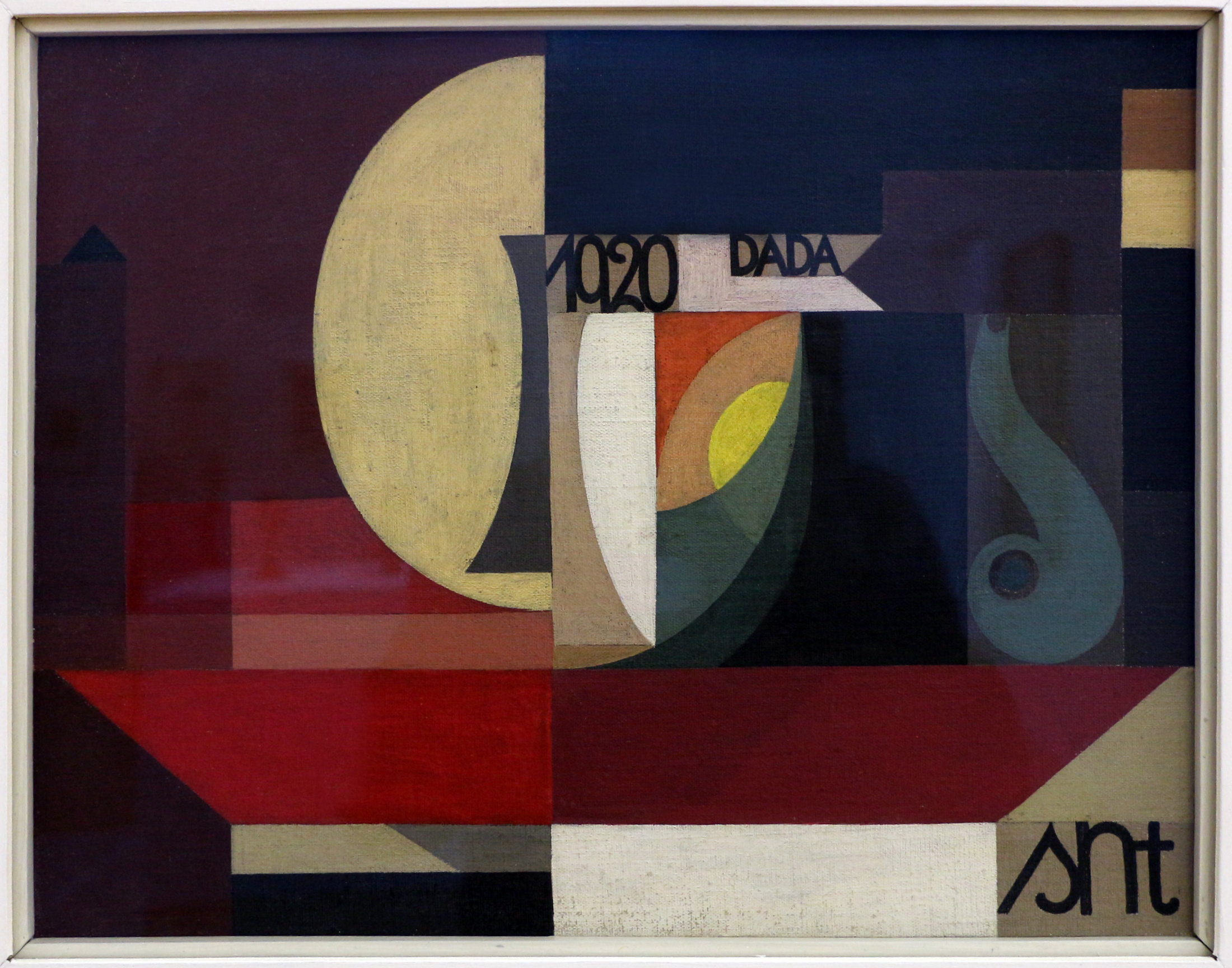
Composição dadaísta (Tête au plat), pintura, 1920
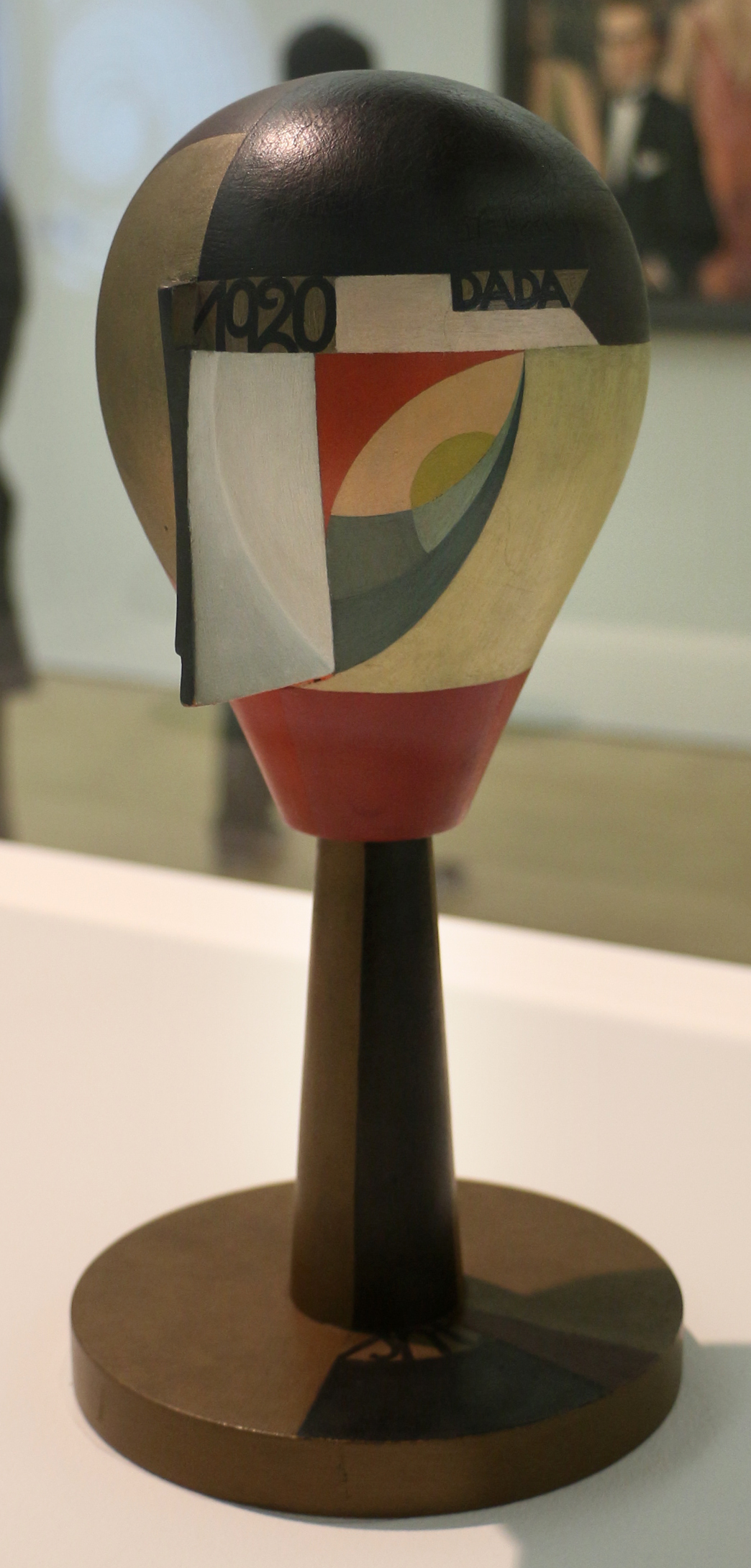
Tête Dada, escultura em madeira, 1920
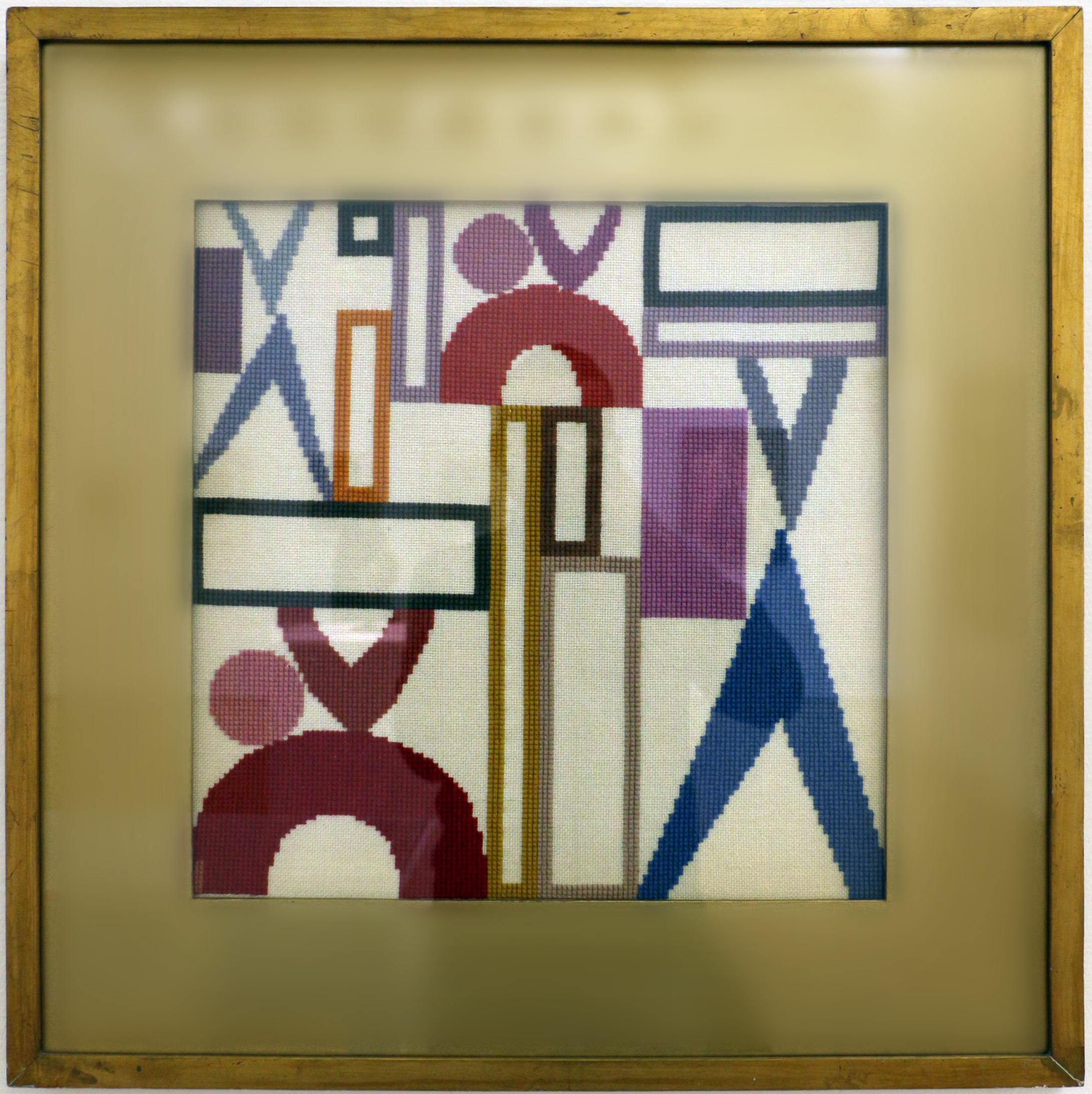
Tapete Dadá, 1920
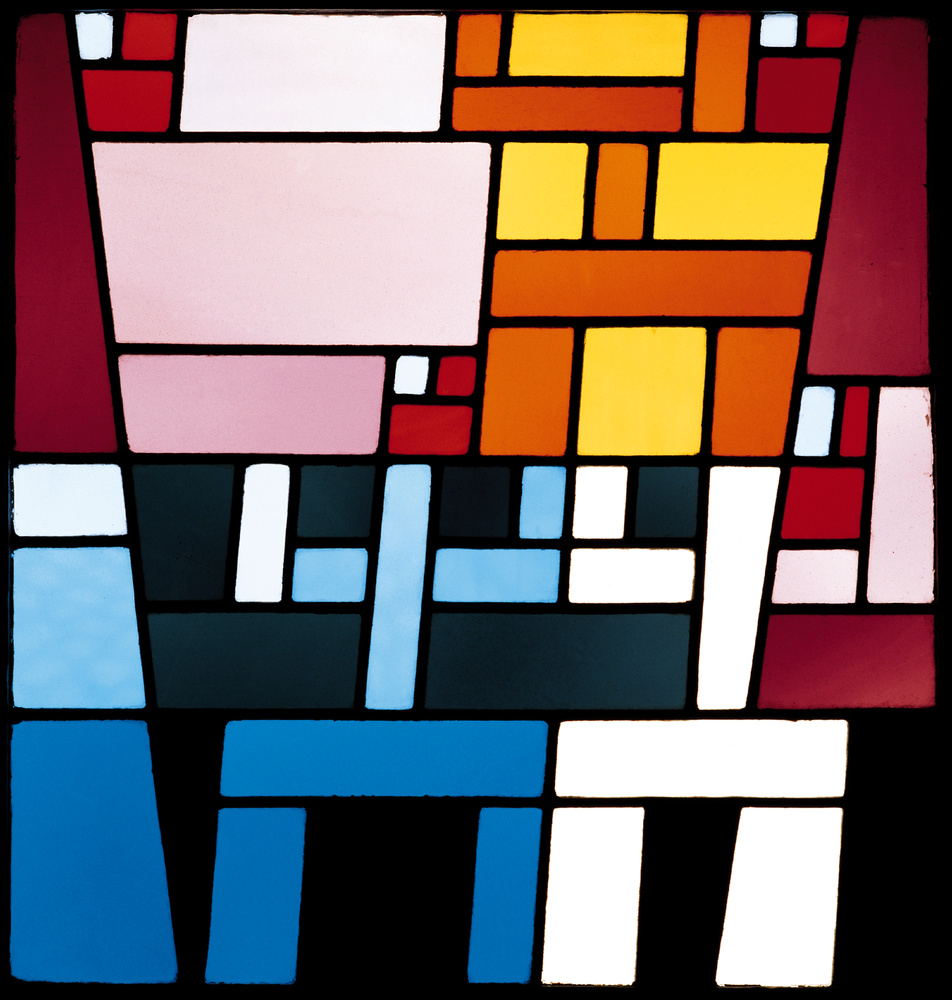
Composição abstrata, vitrais, 1926-1927
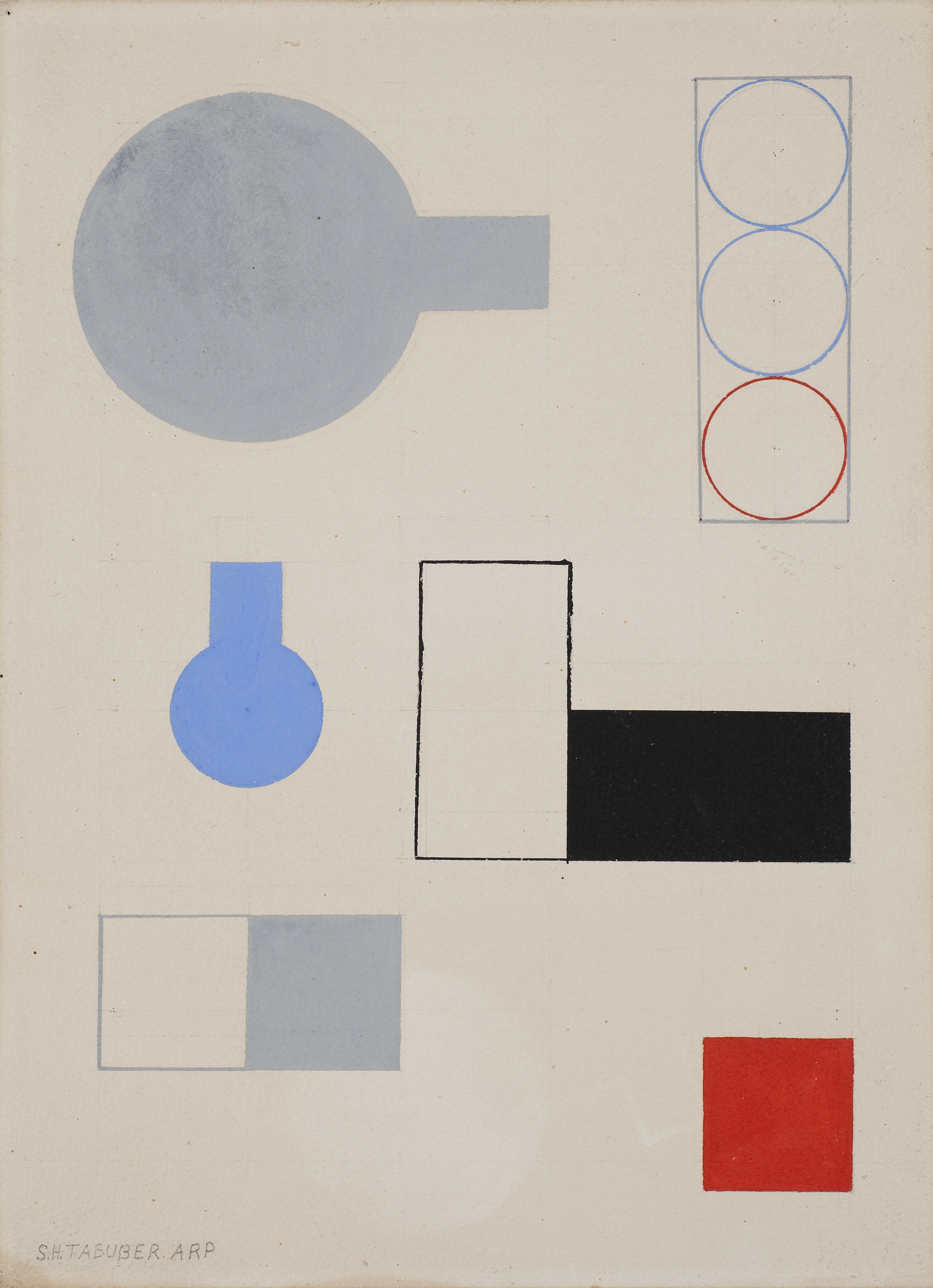
Composição r, guache sobre papel, 1931
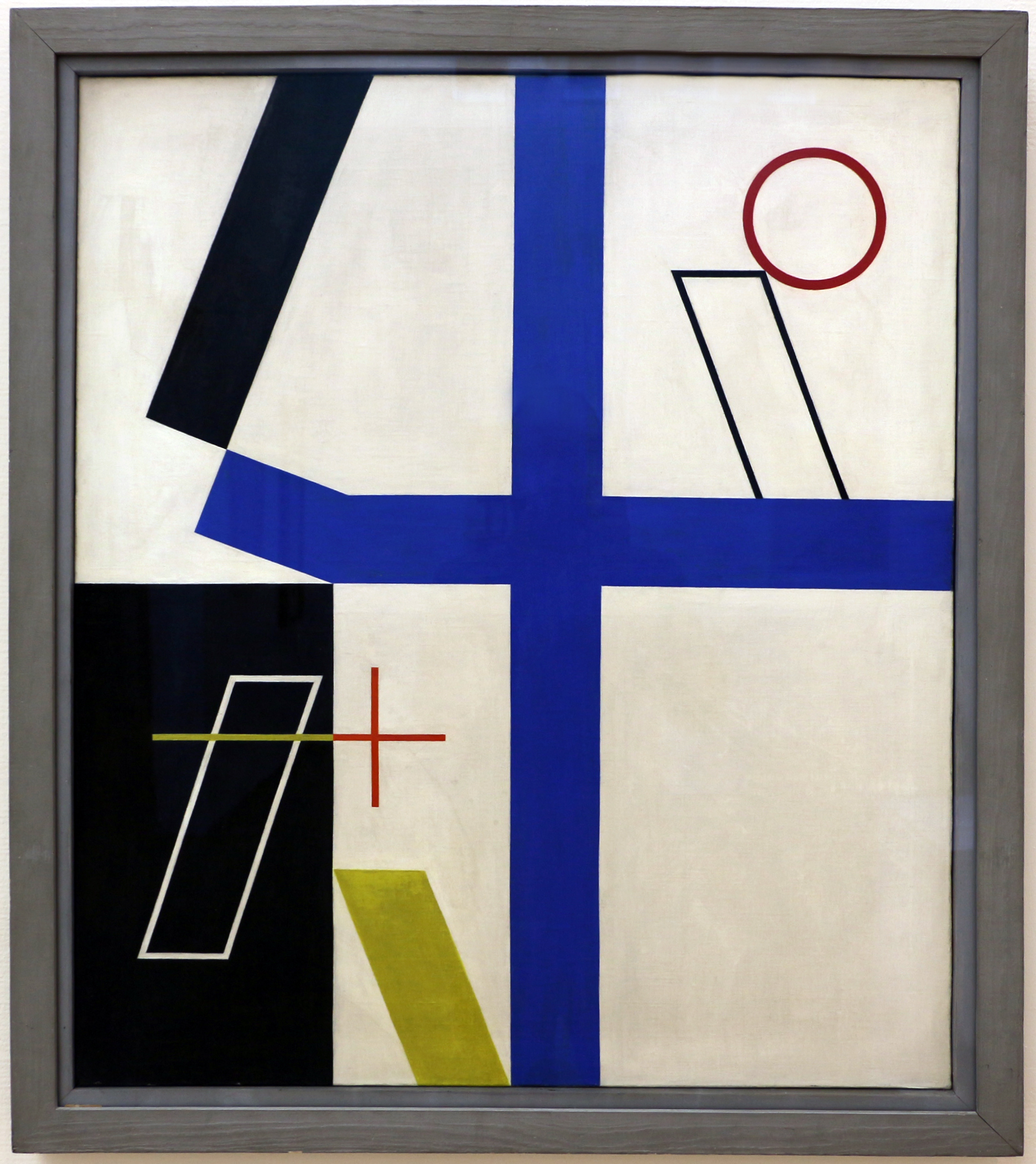
Quatre espaces à croix brisée, óleo sobre tela, 1932